# Armand Guillaumin

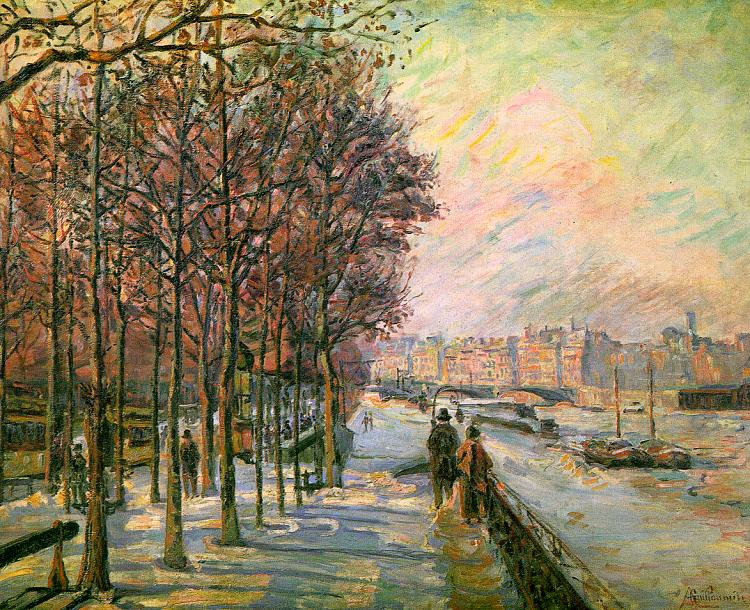
Armand Guillaumin. La Place Valhubert. 1875.

Jean-Baptiste Armand Guillaumin (Moulins, Picardía, Francia  16 de febrero de 1841 - Orly, Isla de Francia, Francia 26 de junio de 1927), fue un pintor y grabador francés de estilo impresionista. Mientras otros maestros de su círculo (como Renoir y Cézanne) abandonaron pronto el impresionismo puro y conformaron estilos más personales, Guillaumin se mantuvo fiel a los rasgos más reconocibles de dicha corriente y es considerado  «el impresionista más fiel y longevo». 

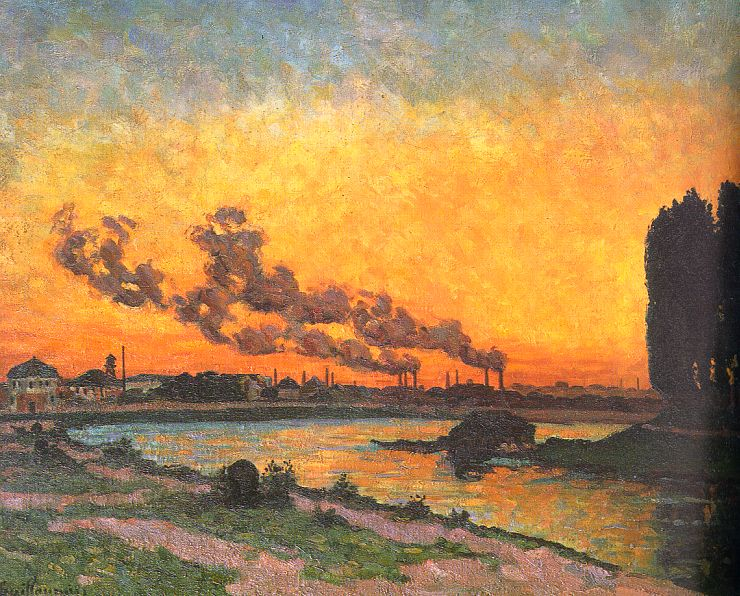
Armand Guillaumin. Puesta de sol en Ivry (Soleil couchant à Ivry). 1873. 81 cm x 65 cm. Óleo sobre lienzo. Museo de Orsay.

## Vida y carrera
Aunque nació en Moulins, desde niño vivió en París, incluso algunas fuentes citan erróneamente la capital gala como su lugar de origen. Trabajó en la mercería de su tío al tiempo que recibía clases de dibujo. También trabajó como ayudante de maquinista para un ferrocarril del gobierno francés antes de estudiar en la Academia de Arte de Suiza en 1861. Allí conoció a Paul Cézanne y Camille Pissarro, con quienes mantuvo una larga amistad. 

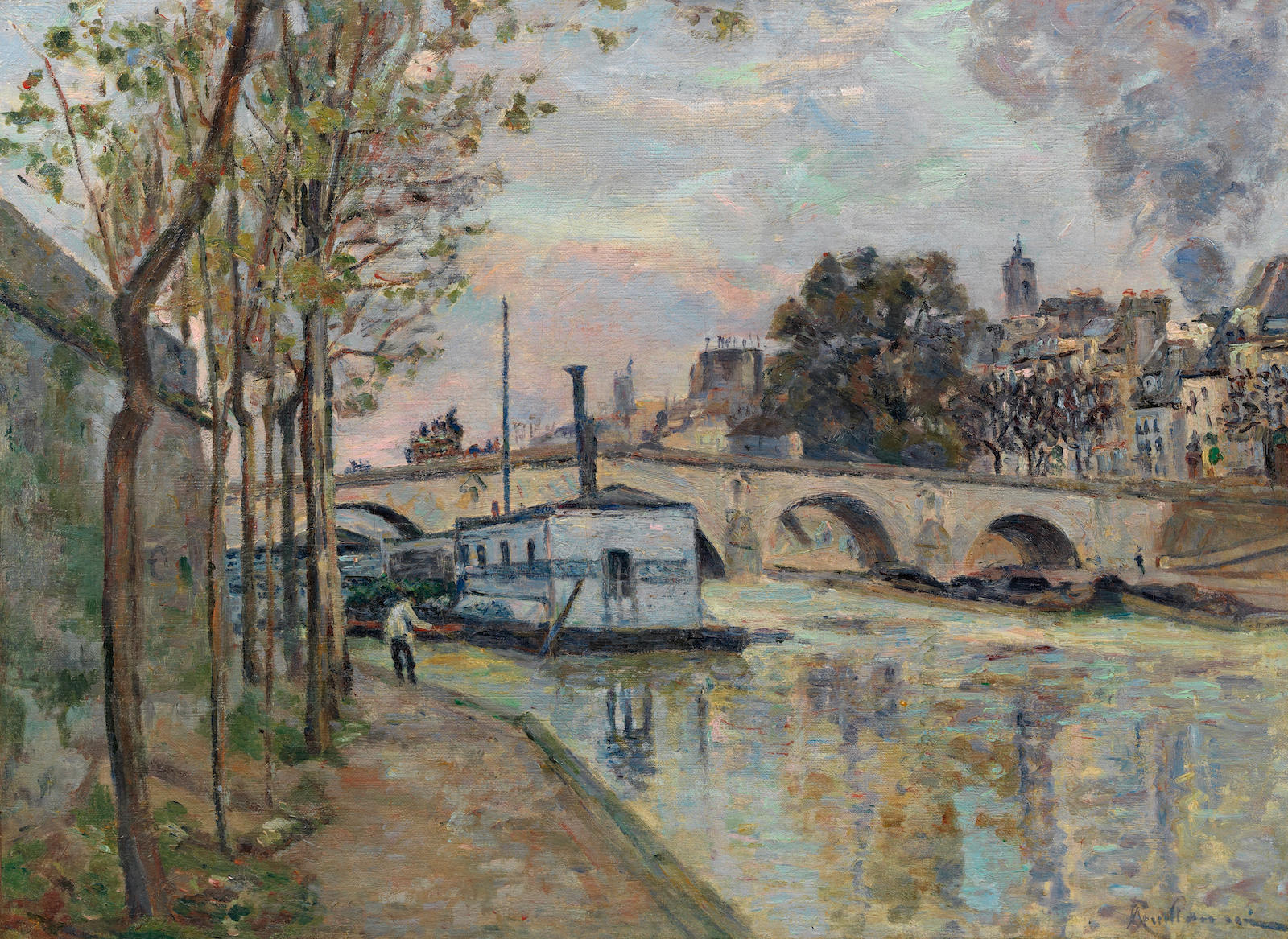
Armand Guillaumin - La Seine à Paris (1874)

Su afición por el arte le absorbía cada vez más tiempo, lo cual desagradaba a su familia, por lo que Guillaumin optó por emanciparse de ellos y proseguir su formación como pintor. Al igual que Cézanne, sufrió penurias económicas ya que dejó de contar con el apoyo familiar y apenas vendía algún cuadro. Ambos jóvenes pintores compartieron un viejo estudio que había ocupado Charles-François Daubigny y contaron con el apoyo del doctor Paul Gachet, quien luego sería amigo de Van Gogh. Guillaumin expuso en el Salon des Refusés (de los Rechazados) en 1863.

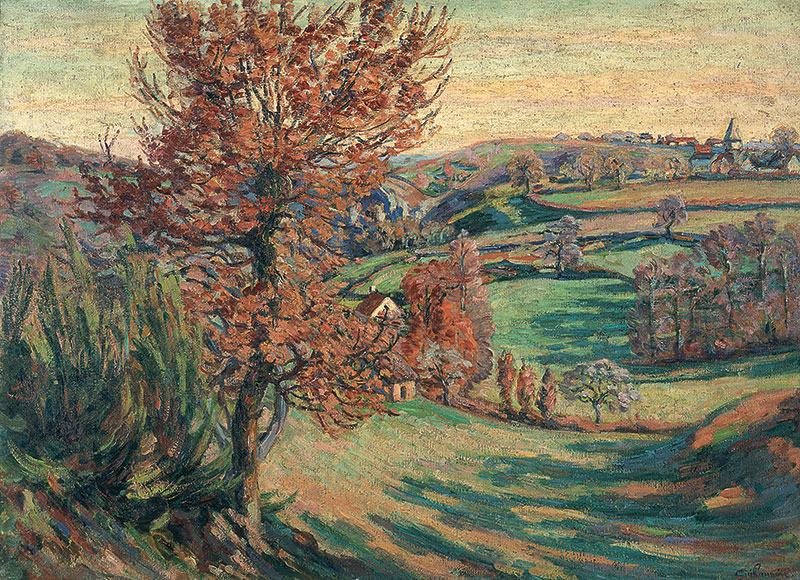
Armand GUILLAUMIN - Pâturage des Granges Crozant

A pesar de que no obtuvo el reconocimiento que Cézanne y Pissarro, la influencia de Guillaumin en la obra de éstos fue significativa. Cézanne intentó su primer grabado basándose en pinturas de Guillaumin de barcazas en el río Sena, y en otro aguafuerte retrató a Guillaumin de cuerpo entero, sentado en el suelo. Esta imagen de 1873 se titula en francés Guillaumin au pendu (Guillaumin, el ahorcado) por la curiosa figurita de un hombre ahorcado que Cézanne incluyó en ella a modo de anagrama. También el propio Guillaumin realizó grabados en esos años: unos diez, todos de paisajes. Y participó en varias de las exposiciones impresionistas que el grupo organizó entre 1874 y 1886.
Se hizo amigo de Paul Gauguin, quien le presentó a varios artistas jóvenes como Odilon Redon. Se cuenta que Gauguin intrigó para atraerse la amistad de Guillaumin y distanciarle de otros artistas, pero Gauguin marchó al extranjero hacia 1885, y Guillaumin se quedó casi solo. Fue entonces cuando éste entabló amistad con Vincent van Gogh cuyo hermano, Theo vendió algunas de sus obras. Ya en esos años, el impresionismo que él representaba ganaba estimación en el mercado, y sus obras recibían elogios. En 1886 se casó.
En 1890 Guillaumin ganó un premio de lotería de 100.000 francos, una verdadera fortuna que le permitió vivir ajeno a las exigencias del mercado y pintar como él quería. Esto le distanció de las corrientes del momento, aunque recuperó vigencia cuando le dedicaron una antológica en el Salón de Otoño.
Desde 1893 alquila habitualmente una casa en Crozant donde frecuenta a los pintores de la Escuela de Crozant, en las inmediaciones de Fresselines, donde vivía el poeta Maurice Rollinat. Dibujando y pintando según el motivo, siempre le atrae el agua. Desde las orillas del Creuse, observa la animación del río, los puentes y los embarcaderos. No lejos de la iglesia de Crozant, se encuentra su busto de bronce.
Armand Guillaumin también hizo muchos viajes a Auvernia y pintó muchos paisajes allí, en particular vistas de Pontgibaud, Saint-Sauves y Saint Julien des Chazes.

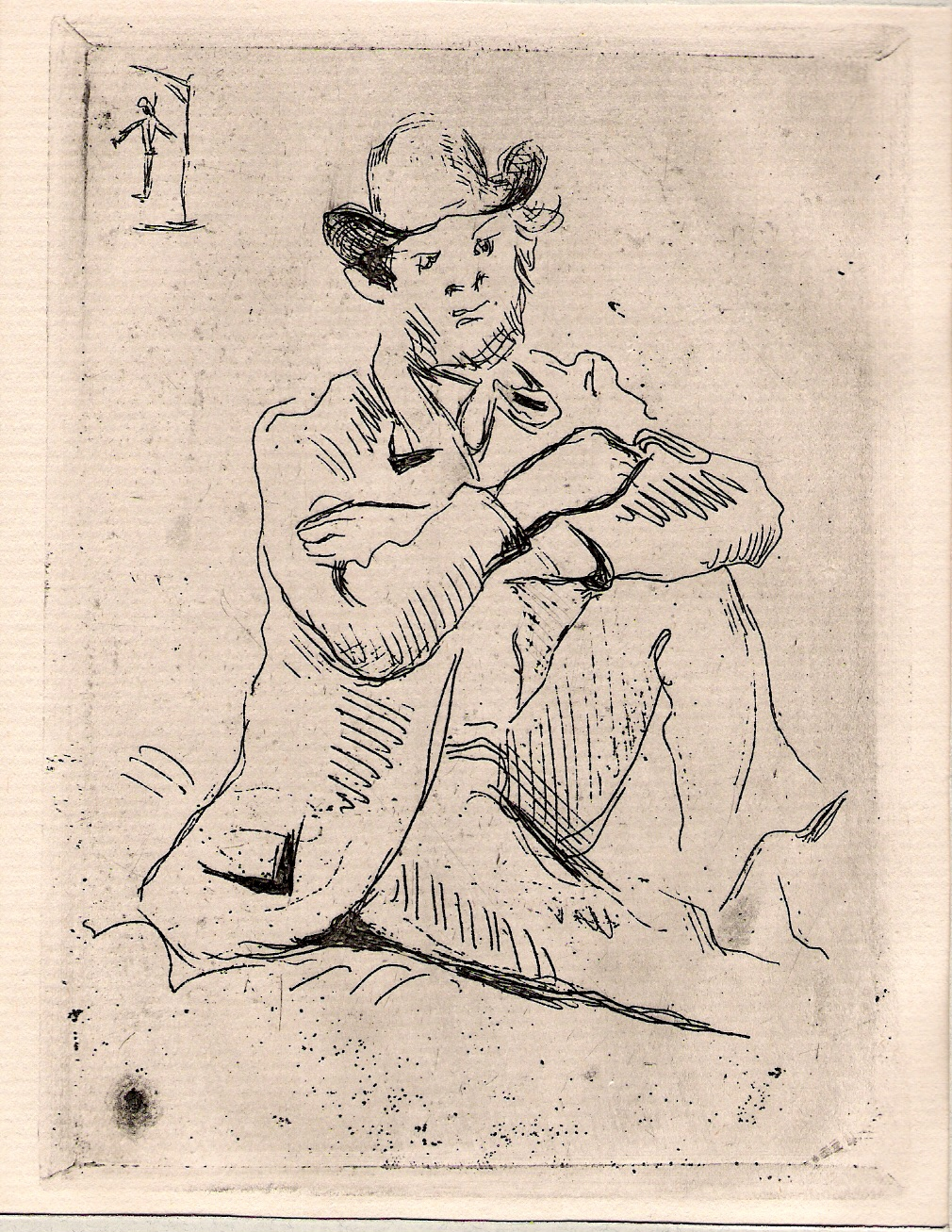
Armand Guillaumin, en un retrato grabado al aguafuerte por Paul Cézanne (1873).

A principios del siglo XX, Armand Guillaumin orientó su obra hacia un estilo más sobrio, una paleta más viva, casi violenta, que, a partir de 1901, entusiasmó al joven Othon Friesz, que se declaró deslumbrado por los tonos morados, ocres y violetas de sus cuadros. A menudo iba a la Côte d'Azur en Agay, donde pintaba, junto al pintor Victor-Ferdinand Bourgeois, paisajes marinos y montañosos del macizo del Esterel y los Alpes marítimos nevados. Después se retiró a Creuse. En 1904 viajó a Holanda y realizó al menos dos grabados de paisajes del lugar.

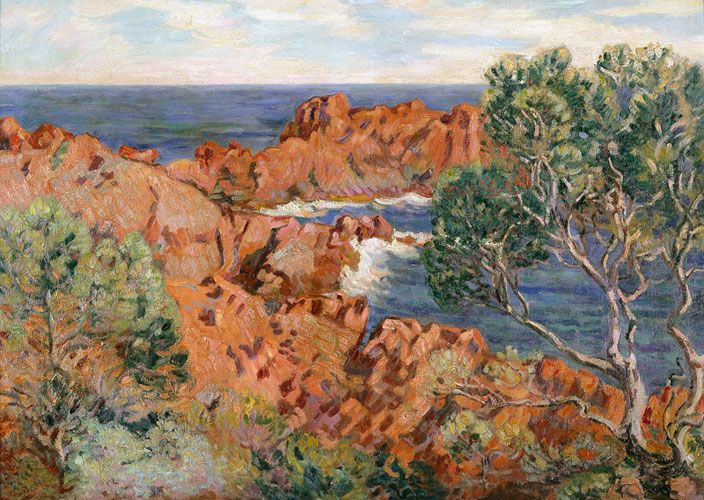
Agay por Jean-Baptiste Armand Guillaumin, Bass Museum of Art

Conocido por sus colores intensos, los principales museos del mundo muestran obras de Guillaumin, si bien en España su presencia se reduce al Museo Thyssen-Bornemisza. Se le conoce sobre todo por sus paisajes de París, el departamento de Creuse, y la región alrededor de Les Adrets-de-l'Estérel, cerca de la costa mediterránea, en la región francesa de Provenza-Alpes-Costa Azul. Falleció en 1927 en Orly (Val-de-Marne), localidad donde se halla uno de los aeropuertos de París.

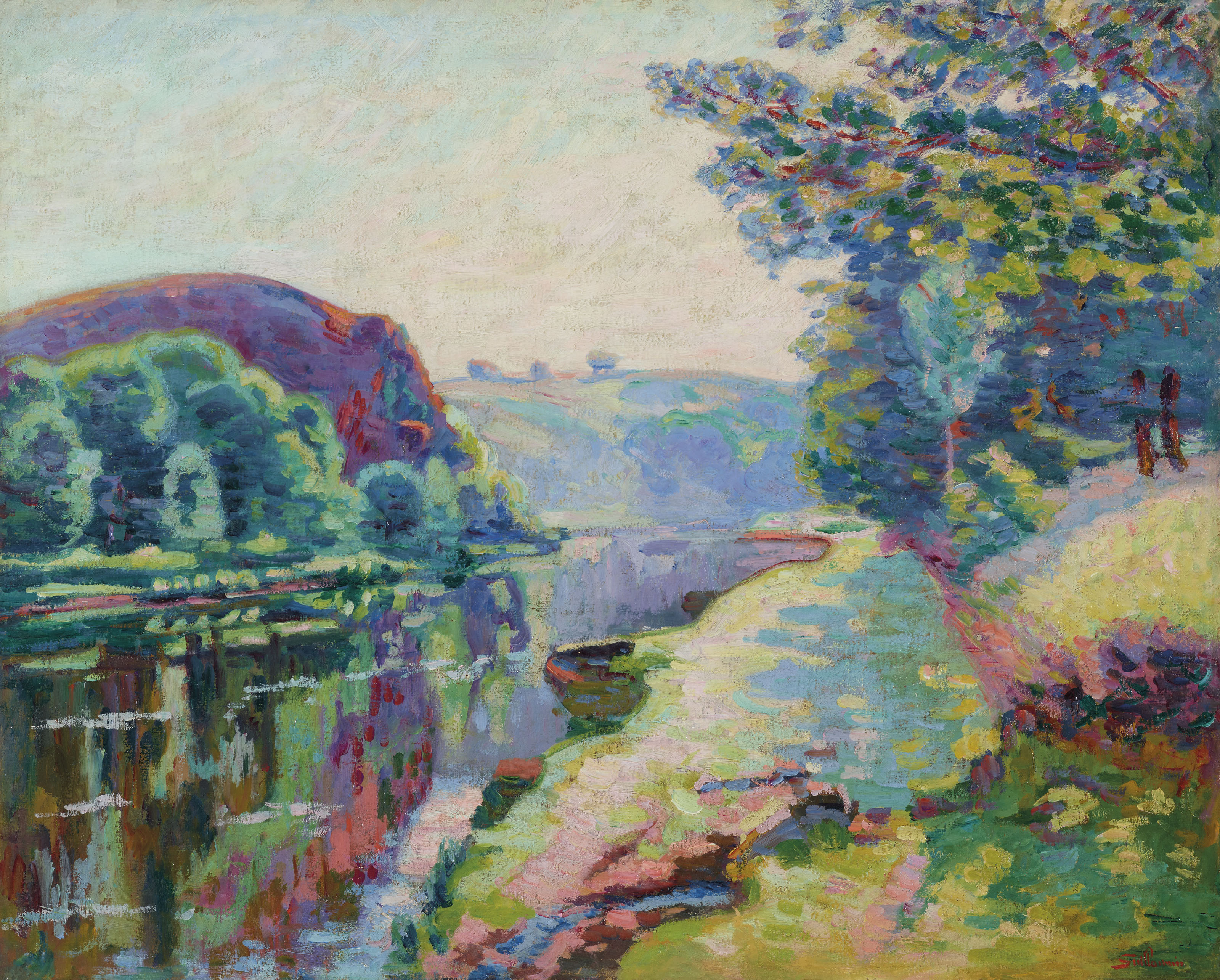
Armand Guillaumin La roche de lecho crozant. 1907

Armand Guillaumin - Valley of the Sédelle at Pont Charraud- White Frost - c.1910 - Cleveland Museum of Art

## Obras en colecciones públicas

### En Bélgica
- Museo de Bellas Artes de Lieja: Moulin Bouchardon, en Crozant, después de 1892, óleo sobre lienzo.

### En Estados Unidos
- Museo de Arte de Baltimore: Vista de los Alpes nevados desde el Esterel, alrededor de 1910, óleo sobre lienzo.

- Columbia, Museo de Arte de Columbia: Ferry Boat, 1885, óleo sobre lienzo.

- Nueva York, Museo Metropolitano de Arte:

       Puente ferroviario sobre el Marne en Joinville, 1871-1875, óleo sobre lienzo;
       Paisaje con dos veleros, 1909, óleo sobre lienzo;

       Le Moulin de Bouchardon, Crozant, hacia 1898, óleo sobre lienzo.

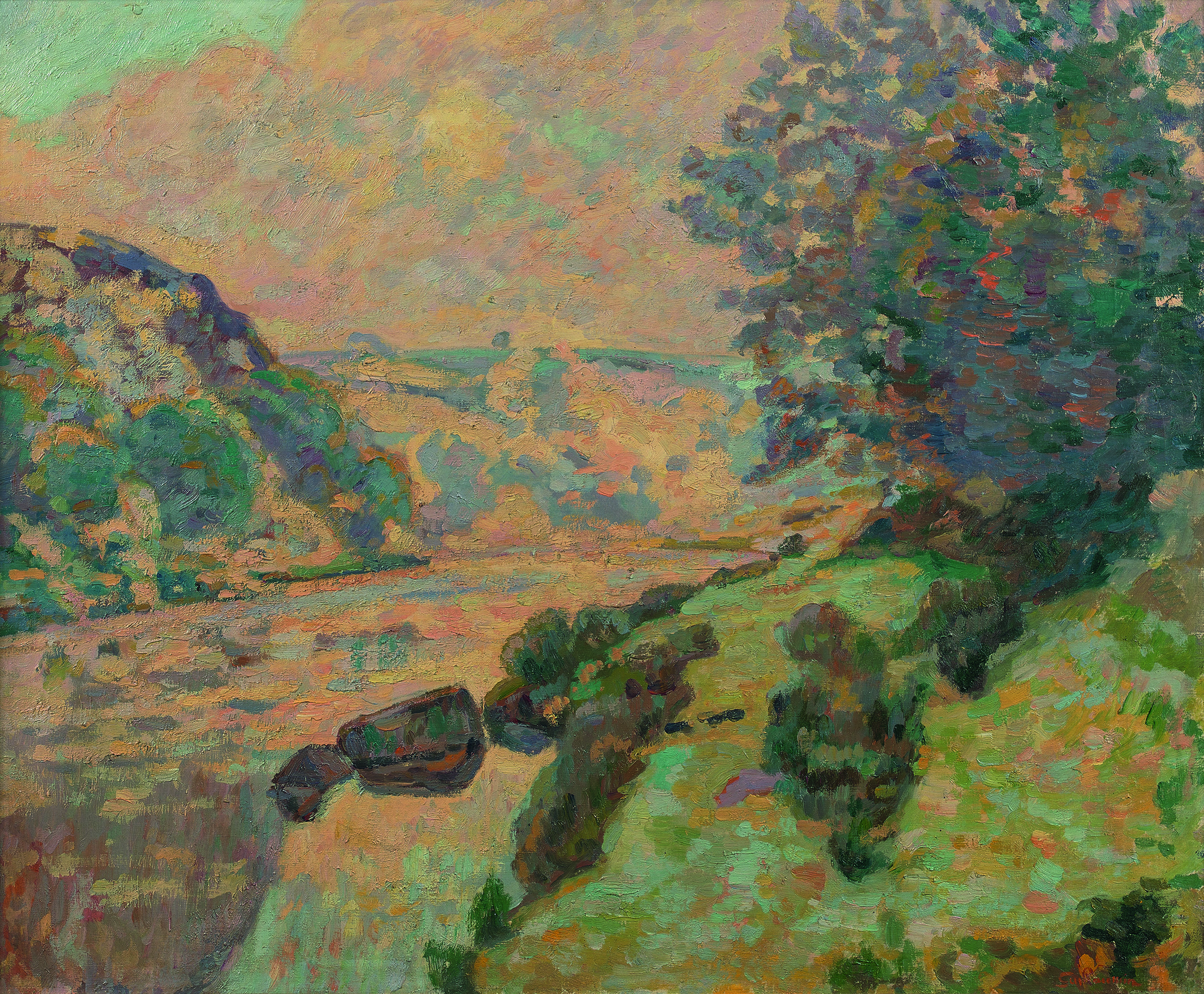
Armand Guillaumin - Paisaje de la Creuse, Brouillard vers Crozant - Circa 1910

### En Francia
- Museo de Bellas Artes de Carcasona

       Las lavanderas, óleo sobre lienzo.
       Las lavanderas; Museo de Bellas Artes de Carcasona
- Clermont-Ferrand, museo de arte Roger-Quilliot:

       Vista de Saint-Sauves, 1895, óleo sobre lienzo;
       Le Sancy visto desde Saint-Sauves d'Auvergne, 1896, óleo sobre lienzo.
- Museo Unterlinden: dos pinturas

- Dijon, Museo de Bellas Artes: La barrera de Crozant, 1902, óleo sobre lienzo.

- Evreux, Musée d'Évreux: Muelles del Sena en Charenton, 1886, dibujo, pastel sobre papel avitelado, 48 × 63,5 cm.

- Le Havre, museo de arte moderno André-Malraux:

       La Creuse à Crozant, hacia 1893, óleo sobre lienzo;
       Paisaje nevado en Crozant, hacia 1895, óleo sobre lienzo.
- Limoges, Museo de Bellas Artes de Limoges, Palais de L'Evêché:

       Le Moulin de la Folie, óleo sobre lienzo;
       La presa Genetin, óleo sobre lienzo;
       Retrato de Pissarro, hacia 1868, óleo sobre lienzo.
- París, Museo de Orsay:

       Camino hundido, efecto nieve, 1869, óleo sobre lienz;
       Puesta de sol en Ivry, hacia 1873, óleo sobre lienzo;
       Quai de Bercy, efecto nieve, 1873-1874, óleo sobre lienzo;
       Retrato del artista, hacia 1875, óleo sobre lienzo;
       El puerto de Charenton, 1878, óleo sobre lienzo.
- Rennes, Musée des Beaux-Arts: Le Hameau de Peschadoires, hacia 1895, óleo sobre lienzo, 82 × 65 cm, (MNR 212).

- Rouen, Musée des Beaux-Arts: Retrato de Madame Guillaumin cosiendo, hacia 1888, pastel.

- Fundación Toulouse Bemberg: El Sena en Charenton, hacia 1885, óleo sobre lienzo, 46,5 × 64,2 cm

### En los Países Bajos
- Ámsterdam, museo van Gogh: Autorretrato con caballete, 1878, óleo sobre lienzo.

### En Rusia
- San Petersburgo, Museo del Hermitage: El Sena, 1867-1868, óleo sobre lienzo.

### En Suiza
- Museo del Petit Palais en Ginebra:

       Paisaje de Île-de-France, hst, 1885
       Nieve en Ivry, hst, 1895